# PSA Ambon
Persatuan Sepakbola Ambon, meestal aangeduid als PSA Ambon, is een  Indonesische voetbalclub uit Ambon, aanvankelijk opgericht als Ambonees bondselftal rond 1900. De Ambonezen spelen haar thuiswedstrijden in het Mandala Remaja stadion. Vanaf 2018 is de club inactief geraakt, maar niet opgeheven. 

## Geschiedenis

### Ontstaan van de club
De voetbalsport was aanvankelijk een Europese aangelegenheid en te vinden waar concentraties Europeanen waren. In Nederlands-Indië was het in 1894 opgerichte Victoria uit Soerabaja, de oudste voetbalclub. Rond het einde van de 19e eeuw werd voetbal geïntroduceerd op Ambon door de nootmuskaat- en kruidnagelplantagearbeiders.
De latere voetbalclub Persatuan Sepakbola Ambon kent een interessante historie. Zoals de clubnaam in het Ambonees Maleis beschrijft, vindt de club vindt haar oorsprong als bondselftal van de Ambonese voetbalbond. Tijdens Nederlandse koloniale tijdperk, werden er op Ambon vanaf de jaren 1900 een aantal clubs gevormd, waaronder Pusaka Maluku, Puspa Ragam, Hative Voetbal Club en Bintang Timoer Ambon. Kleine kampioenschappen werden op kleine schaal georganiseerd door de Ambonese voetbalbond, maar alleen voor ontspannend tijdverdrijf. Ondanks dat veel Molukse spelers tussen 1910 en 1930 naar Java trokken (en daar bijvoorbeeld met SV Jong Ambon een Molukse vereniging oprichtten), speelde het bondselftal namens de clubs op Ambon wedstrijden tegen andere vertegenwoordigende bondselftallen en clubs uit de Indische Archipel.

### Periode van roem
Na de Invasie van Ambon in 1950 werden de Molukken bezet en geannexeerd als een provincie van Indonesië. Vanaf dat moment neemt het bondselftal PSA Ambon voortaan als club zijnde deel aan de competities van de PSSI door in te stromen in de Indonesische voetbalpiramide. Ondanks dat PSA Ambon in de jaren 1950 niet bepaald een grote club was in het Indonesische topvoetbal, leverde zij echter wel veel getalenteerde spelers voor het Indonesisch voetbalelftal. De club speelde ook niet in de hoogste kampioenschappen, zoals de Perserikatan of Galatama, maar goldt als een belangrijk uitdager. Een befaamde spits uit Ambon was Matheos Putiray.
In de jaren zestig brak met Sucipto Suntoro, Iswadi Idris, Max Timisela, Abdul Kadir en Jacob Sihasale een talentvolle lichting door, die gezamenlijk de bijnaam "Aziatische tijgers" kreeg. Vooral Sihasale groeide uit tot international.
In de jaren 1980 maakte de excentrieke spits Rochy Putiray uit van de selectie. In de jaren negentig zou hij met zijn gekleurde haren en schoenen uitblinken als aanvaller van Arseto Solo en een transfer maken naar Hong Kong. Ook Reinold Pietersz speelde voor de Ambonezen, voordat hij in de jaren 1990 bij Persebaya zou gaan schitteren.
In 1959 deed PSA mee aan de nationale competitie van de PSSI. PSA zit in dezelfde groep als Persibal Bali en Persik Kediri. Op doelpuntensaldo liep PSA Ambon de groepswinst en kwalificatie mis ten koste van Persibal Bali.
In de jaren 1960 was PSA Ambon behoorlijk succesvol in de groep van de regio Oost-Indonesië. In 1964 kwalificeerde PSA zich samen met PSM Makassar vanuit de regio Oost-Indonesië voor het Nationaal Kampioenschap van de PSSI. Van de 8 gespeelde competitiewedstrijden won PSA van PSP Padang (3-1), speelde ze tweemaal gelijk tegen respectievelijk PSB Bogor (3-3) en tegen Persijem Jember (0-0). Er werd verloren van de grote teams als Persija, Persebaya, Persib, PSMS Medan en PSM Makassar. Hoewel Persija kampioen werd, eindigde PSA Ambon knap op de 7e plaats.
In de jaren 1970 verloor PSA Ambon haar beruchte status in Oost-Indonesië aan de ambitieuze en opkomende club Persipura Jayapura. Het speelpeil van PSA werd eveneens lager nadat de belangrijkste spelers vertrokken naar clubs in Makassar, Surabaya en Jakarta. De club wist zich niet meer te kwalificeren voor nationaal topvoetbal.

### De nieuwe succesperiode
In de jaren 1980 wist PSA Ambon weer op te vallen op de Indonesische voetbalkaart. Tijdens het 52e PSSI-jubileumtoernooi in 1982 wist PSA Ambon zich te plaatsen voor de finale, nadat zij in de halve finales al verrassend met 2-0 wisten te winnen van Persema Malang door doelpunten van John Parinusa en Yosi Latuperisa. In de finale, dat tegen PSP Padang gespeeld werd in het Senayan Main Stadium, werd echter met 2-3 verloren, ondanks doelpunten van John Parinusa en Ali Lilisula.
In 1984 plaatste PSA Ambon zich voor de nationale kwalificatiepoules van de Division I. PSA Ambon werd tweede in haar poule met 1 punt achterstand op PSB Bogor, die als groepshoofd met 3 andere clubs mocht strijden om twee promotieplaatsen naar de Galatama.
In 1987 wist PSA Ambon zich wel als groepshoofd te plaatsen in de kwalificatiepoule van de Division I. Hierdoor mochten de Ambonezen met PSDS Deli Serdang, Persitara Jakarta Utara en Persegres Gresik strijden om promotie naar het hoogste niveau. Van de drie gespeelde wedstrijden verloor PSA van Persegres en Persitara en speelde gelijk tegen PSDS. De pech wil dat de tegendoelpunten van Persegres en Persitara allen werden gemaakt door voormalige jeugdspelers van Ambon die eerder vertrokken waren bij de club.
In 1992 werd er opnieuw een poging gewaagd om door te stomen naar het hoogste niveau. Ditmaals moest PSA Ambon een poule doorkomen met Persiraja Banda Aceh en PSIR Rembang om te kunnen promoveren. PSA wist Persiraja te verslaan, maar verloor van PSIR. Alle drie de teams behaalden 3 punten, waardoor het doelsaldo de doorslag gaf in het voordeel van PSIR Rembang. 
Na goede resultaten in de Oost-Indonesische afdeling, kon er in 1996 wederom met 4 clubs gestreden worden voor promotie naar de hoogste nationale competitie. PSA Ambon werd echter derde in de poule en kwalificeerde zich niet.
Sindsdien wist PSA Ambon niet meer door te dringen tot de kwalificatiepoules van de nationale Division I of in aanmerking te komen voor promotie naar het hoogste niveau.

### Sportieve neergang
Tegen het einde van de jaren negentig een kende de club een sportieve neergang. Het eiland Ambon werd getroffen door een bloedig sociaal conflict in 1999. In een hectische periode was het moeilijk om getalenteerde jeugdspelers te ontwikkelen en de thuishaven van de club, aan de Lapangan Merdeka, werd door de autoriteiten afgebroken. De club verhuisde naar het Mandala Remaja Stadion en werd in het seizoen 2005 nog tweede in de competitie achter Persemalra Tual, dat door het doelsaldo van slechts één doelpunt meer kampioen werd. Sindsdien werden er in het Moluks afdelingskampioenschap weinig spraakmakende resultaten meer geboekt, daar waar de rivalen Persemalra Tual en Nusa Ina FC wel Molukse kampioenschappen wonnen in de jaren 2000 en 2010. Vanaf het seizoen 2018 werd er zelfs geen team meer ingeschreven voor deelname aan het competitievoetbal. PSA Ambon is sindsdien inactief, maar niet opgeheven.

## Erelijst ¹
| Competitie               | Winnaar | Winnaar | Runner up | Runner up  |
| Competitie               | Aantal  | Jaren   | Aantal    | Jaren      |
| ------------------------ | ------- | ------- | --------- | ---------- |
| Afdeling Molukken (PSSI) |         |         |           |            |
| Moluks kampioenschap     |         |         | 1×        | 2005       |
| Indonesië (PSSI)         |         |         |           |            |
| Zone Oost-Indonesië      |         |         | 2×        | 1954, 1992 |
| Zone Sulawesi & Molukken | 1×      | 1959    |           |            |

¹ Erelijst niet compleet.

## Treffen met Nederlandse clubs
Het Moluks voetbalelftal deed tijdens haar voetbaltournee door Indonesië tussen 24 mei tot 10 juni 1988 een bezoek aan het eiland Ambon om een vriendschappelijke wedstrijd te spelen tegen PSA Ambon, op dat moment de sterkste club van de Molukken. Het Moluks elftal had bekende spelers als Bart Latuheru, Jos Luhukay, Ton Pattinama, Jerry Taihuttu, Izac Nunumete, Frans Matenhoru, Marco Waslander en Simon Tahamata in haar gelederen en won met 4–1.
Ook de voetbalclub SV Jong Ambon kwam tijdens haar voetbaltrips naar de Molukken meerdere malen op bezoek bij PSA Ambon. In 2005 was er een recordaantal van 5.000 toeschouwers naar het Stadion Mandala Remaja-Karang Panjang getrokken, om de vriendschappelijke wedstrijd bij te wonen, welke met 4–1 gewonnen werd door PSA Ambon. Ook in 2015 werd er tweemaal tussen beide clubs gespeeld. De eerste wedstrijd werd met 2–0 gewonnen door PSA Ambon, en de tweede werd met 2–1 gewonnen door Jong Ambon.

## Bekende spelers
Tussen 1950 en 1980 stonden veel spelers van PSA Ambon in de belangstelling van de grote topclubs en maakten dan ook de overstap. Opvallende spelers uit deze periode waren bijvoorbeeld Bertje Matulapelwa (Persija/Team), Nicky Putiray (Persebaya/Team), Jacob Sihasale (Persebaya/Team), Samson Rumapasal (PSM/Color Agung) /Persija/Nationaal team), Yance Lilipaly (Niac Mitra/Persebaya/Nationaal team), Toni Tanamal (Persija/Nationaal team), Najib Assagaff (PSA/Nationaal team), John Parinusa (PSA/ABRI Nationaal team), Doni Putiray (nationale secretaris PSA/PSSI)), Haruna Samual (nationale ploeg PSA/ABRI), Idris Karim (nationale ploeg PSA/ABRI), Rochy Putiray (Arseto/Persija/PSM/Hong Kong League/nationale ploeg), Reinold Pietersz (Persebaya/National Team) tot de laatste generatie Zakarias Rumlus (PSA/PSSI Primavera Team Selection) uit de jaren 90 en anderen.
Begin jaren zestig werden doelman Notje Souisa en verdediger Nicky Putiray geselecteerd om deel te nemen aan de Aziatische juniorkampioenschappen van 1962 in Bangkok. Het Indonesisch team behaalde de derde plaats.
- Jacob Sihasale
- Bertje Matulapelwa
- Simson Rumapasal